# Flexibla foder
Flexibla foder, även kallad strumpinfodring, är en schaktfri metod av typ relining, som används vid renovering av avloppssystem, huvudledningar, servisledningar och brunnar.   
Användning av flexibla foder innebär att en "strumpa" av ett kompositmaterial bestående av ett bärarmaterial indränkt i flytande plast installeras och härdas på plats och bildar ett nytt rör inne i den befintliga ledningen.
Det finns olika typer av flexibla foder på marknaden. Tack vare sin uppbyggnad får de olika typerna olika egenskaper och olika installations och härdningsmetoder används.
Installationen av flexibla foder sker oftast via befintliga nedstigningsbrunnar. Metoden är väldigt fördelaktig då den har begränsad påverkan på övrig infrastruktur, oftast bara kortvarig avstängning av delar av avloppsnätet samt i förekommande fall begränsad omledning av trafik.
Branschkrav för metoden återfinns i nationella och europeiska publikationer.
På svenska marknaden ger förutom den internationella standarden ISO 11296-4 2018  även AMA Anläggning och  Svenskt Vatten råd kring krav på material, dimensionering och upphandling.

## Installation
| Vattenpelare           | Fodret vrängs in i befintlig ledning med hjälp av vattenpelare och härdas genom uppvärmning och cirkulation av vattnet i fodret |
| Tryckluft och ånga     | Fodret vrängs in i befintlig ledning med hjälp av tryckluft och härdas genom cirkulation av ånga i fodret                       |
| Tryckluft och UV-ljus  | Fodret dras eller vrängs in i ledningen och härdas genom belysning av fodret med UV-ljus                                        |
| Tryckluft och LED-ljus | Fodret vrängs eller dras in i ledningen, trycksätts med luft och härdas genom belysning av fodret med LED-ljus                  |

## Tekniska data
| Max ledningsdiameter   | 2000 mm                           |
| Max längd              | 1000 meter                        |
| Befintligt rörmaterial | Alla                              |
| Nytt rörmaterial       | Härdplast - armerad eller homogen |
| Utrymmesbehov          | Nedstigningsbrunn                 |

## Servisledningar
Schaktfri anslutning av servisledningar utförs med hjälp av en ”hattprofil”, även kallad övergångsprofil. Infodring sker från huvudledningen med robotteknik och finns i två varianter:
Kort hatt
Förstärkt servisanslutningspunkt samt infodring med 30-50 cm flexibelt foder.
Lång hatt
Förstärkt servisanslutningspunkt samt infodring med upp till 20 m flexibelt foder, oftast till kommunal förbindelsepunkt.

## Brunnsrenovering
Nedstigningsbrunnar och tillsynsbrunnar infodras med glasfiberarmerat foder i kona och stigarrör. Fodret ljushärdas genom belysning med UV-ljus. Bottendelen av brunnen, vagga och vallning renoveras genom murning och putsning med plastisk fiberbetong.